# Синтаксис
Синта̀ксисът (на старогръцки: σύνταξις, постройка) е наука, която изучава единиците на свързаната реч, а също и законите и правилата за построяване на изречения и словосъчетания. Тя е един от двата основни дяла на граматиката (заедно с морфологията). Като наука за строежа на свързаната реч изучава законите, по които думите се свързват в синтагми, словосъчетания и изречения, както и функционирането на съчетаните части на речта. Синтаксисът разглежда думите не като лексикални единици (виж лексема), а като части на речта, тоест като представители на класове думи, чиито синтактични взаимоотношения не зависят от техните лексикални свойства. Тъй като най-голямата единица, с която борави синтаксисът, е изречението, основно понятие за синтаксиса е предикацията, понеже изреченията най-общо представляват отношения между признак и предмет.
Терминът синтаксис се използва също и за насочване на правилата и законите, управляващи изречението в структурата на всеки индивидуален език.
Съвременните изследвания в синтаксиса се заемат с описване на правилата посредством термини.

## Елементи
Елементите в синтаксиса са: 

1. Главни части: 

- подлог – за да се намери в изречението, задава се въпросът: „Кой?“, „Коя?“ и др;
- сказуемо – за да се намери в изречението, задава се въпросът: „Какво правя/и?“ към подлога.

2. Второстепенни части: 

- допълнение – отговаря на въпросите: „Какво?“, „Що?“, „(На) кого?“, „Кому? зададени към глагола;
- определение – отговаря на въпросите: „Каква?“, „Какъв?“ и др., зададени към допълнението;
- обстоятелствено пояснение – отговаря на въпросите: „Как?“, „Кога?“, „Къде?“ и др., зададени към глагола;
- приложение – назовава: професии, длъжности, улици, вестници, списания и т.н.

Примери: 

Аз играя с топката. 

Аз – подлог (Кой? – Аз.)

играя – сказуемо (Какво правя? – Играя.)

с топката – допълнение (С какво играя? – С топката.)

Момичето реши трудната задача. 

Момичето – подлог (Кой? – Момичето.)

реши – сказуемо (Какво направи момичето? – Реши задачата.)

трудната – определение (Каква задача? – Трудната.)

задача – допълнение (Какво реши момичето? – Задачата.)

Чета списание БРАВО. 

Чета – сказуемо (Какво правя? – Чета.)

списание – допълнение (Какво чета? – списание.)

БРАВО – приложение (име на списание.)
Ана викаше радостно. 

Ана – подлог 

викаше – сказуемо 

радостно – обстоятелствено пояснение (за начин) (Как? – радостно.)

## Във формалната логика
Във формалната логика синтаксисът изучава връзките между изразите в един формален език (обратно на семантиката).

## В информатиката
В информатиката означава съвкупността от правилата за писане на даден програмен език.

## Други
В други области, синтаксисът се използва в смисъл на правила, които важат за някакъв начин на изразяване (напр. в киното).